# Pueblo akyem
El pueblo akyem (también conocido como akim o achim) pertenece al grupo akan. Habitan en la zonas montañosas de la sierra de Atewa y en las riberas del río Birim. Su territorio está delimitado por las ciudades de Kibi y de Akim Oda, en la Región Oriental de Ghana. Tienen varios subgrupos o clanes entre los que destacan los Akyem Abuakwa, Akyem Bosume y Akyem Kotoku. La antigua tradición guerrera de los pueblos akan dio paso con los siglos a un pueblo agricultor. Como la mayoría de las etnias tradicionales de África Occidental tras la época colonial pasaron por un proceso intenso de occidentalización de sus costumbres. Su población en Ghana se estima en 1.000.000 de personas, en su mayoría cristianos.

## Historia

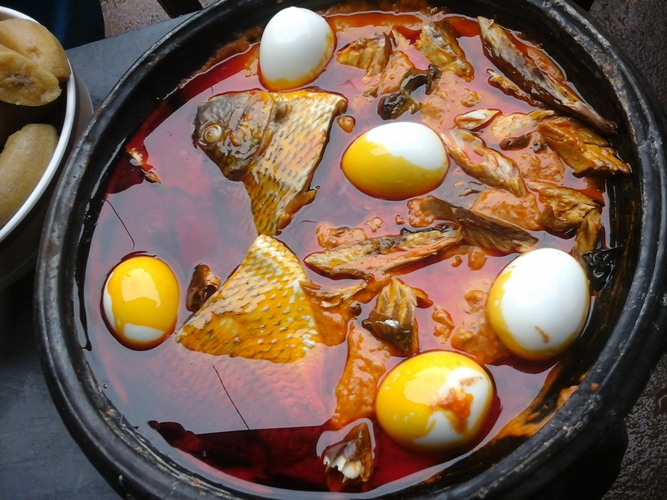
Plato tradicional de la cultura akyem

Según la tradición akan, sus antepasados Nta Fo llegaron del norte al centro sur de Ghana y la zona oeste de Costa de Marfil sobre los siglos XI y XII. Se estima que fue una larga marcha por etapas que comenzó en la región del Chad Benue, siguiendo el Niger llegaron a su cuenca baja y atravesaron los actuales territorios de Benín y Togo para establecerse en la región de Adansi, centro de Ghana y cercana al lago Volta.
La zona de Akyem Manso y Akwatia les proporcionaron la oportunidad de explotar algunos minerales, especialmente oro. Intervenciones arqueológica del siglo XX permitieron descubrir un conjunto de fortificaciones de tierra en la zona. Aparentemente cada aldea contaba con altos terraplenes de tierra con función defensiva, deducible de la existencia en el lado interior de cada terraplén de un profundo foso o zanja.
Estos terraplenes aparecieron en yacimientos de  Akwatia, Manso, Oda, Abodum, Kokobin y Domiabra, en las zonas investigadas. Se piensa que algunos de esos terraplenes custodiaban también campos de trabajo construidos para la explotación de los depósitos aluviales de oro del valle del Birim. En el yacimiento de Akyem Manso también se obtuvo una cerámica profusamente ornamentada que fue relacionada por los arqueólogos con la fundición de hierro, la construcción de hachas de piedra bien trabajadas, abalorios y piedras para moler.
La gran dispersión akan se dará entre los años 1500 a 1800 d. C. Este gran movimiento de poblaciones tiene diversas causas. Las de carácter económico empujan en la exploración de nuevas regiones ricas en oro y en kola, productos que enriquecían y dinamizaban el comercio. También razones sociales, como la presión demográfica empujó a la búsqueda de nuevos territorios. Por último, razones políticas, rivalidades y disputas dinásticas que van provocando la dispersión en pequeños grupos o clanes en todas las direcciones, en procura de nuevos asentamientos. El pueblo akan que se dirigirá hacia la región de Akyem tomará el nombre de la zona y así será conocido por los occidentales.
Las oleadas migratorias akan entre los siglos XVI y XVIII se realizaron en dirección a todos los puntos cardinales. Los que se dirigieron al este son etiquetados en algunos estudios como "akan del este", entre ellos está el pueblo akyem junto con los asante, akuapem, akwamu, bron (abron) ou gyaaman, wassa, kwahu, fânti, assin, denkyira y gomua, Todos pueblos de habla twi.
En 1731 unidos a los ga, agona y kotuku vencieron al pueblo akuamu y se establecieron en los territorios de la cuenca del Birm. Pero en 1742 fueron sometidos por el reino asante al que debieron pagar tributos.
Los movimientos poblacionales registrados en la región repercutieron en la integración y mestizaje con otras etnias. Los akyem igualmente mantuvieron buena parte de sus tradiciones entre ellas la constitución de sus aldeas y clanes por línea matrilineal.

## Religión
Mayoritariamente participan de alguna de las confesiones cristianas, pero mantienen aspectos de la etnoreligión de los ancestros.